# Coleotrype lutea
Coleotrype lutea är en himmelsblomsväxtart som beskrevs av Joseph Marie Henry Alfred Perrier de la Bâthie. Coleotrype lutea ingår i släktet Coleotrype och familjen himmelsblomsväxter.
Artens utbredningsområde är Madagaskar. Inga underarter finns listade.